# SGS Hannover
Die Startgemeinschaft Schwimmen Hannover (SGS Hannover) ist ein organisatorischer Zusammenschluss von acht kleineren Schwimmvereinen bzw. den Schwimmsparten größerer Sportvereine aus Hannover. Dieser Zusammenschluss ermöglicht es auch den kleineren Vereinen, mit wenigen Schwimmern an großen Wettkämpfen teilzunehmen. Die Kosten für die Wettkämpfe (Startgelder, Fahrtkosten) teilen sich die Vereine. Die SGS Hannover wurde am 2. Februar 1977 in Hannover gegründet.

## Mitglieder der SGS
- MSV – Mühlenberger Sportverein von 1973.
- RSV – Rasensportverein Hannover von 1926.
- Misburg – Sportgemeinschaft von 1896 Misburg.
- Aegir – Schwimmverein Aegir 09 e.V. von 1909 Hannover-Ricklingen
- Stöcken – Turnerbund Stöcken
- Union 06 – Schwimm-Sport-Verein Union 06 Hannover
- VFB – Verein für Familien- und Breitensport
- SSH – Schwimmsport Hannover

## Sportliche Erfolge (Auswahl)
- Christiane Pielke gewinnt bei den Olympischen Spielen 1984 in Los Angeles Bronze über 4 × 100 Meter Freistil Bronze und wird Fünfte über 200 Meter Lagen.
- Timo Nolte wurde Deutscher Meister 1993 über 100 Meter Brust
- Sylvia Gerasch wurde deutsche Meisterin 1993 über 100 Meter und 200 Meter Brust
- Lars Conrad wurde deutscher Meister 1998 über 100 Meter Freistil
- die Herrenmannschaft der SGS Hannover wurde deutscher Meister 1999 über 4 × 100 Meter und 4 × 200 Meter Freistil
- Stephan Kunzelmann wurde deutscher Meister 2002 über 50 Meter und 100 Meter Freistil
- Birte Steven wurde deutsche Meisterin 2004 über 200 Meter Brust
- in den Jahren 2000, 2001, 2003 und 2004 schwamm die Männermannschaft der SGS in der 1. Bundesliga (DMS), der beste Saisonabschluss war Platz 4.
- Alina Staffeldt wurde im Jahr 2010 deutsche Jahrgangsmeisterin über 50 Meter Freistil.